# Carnaroli

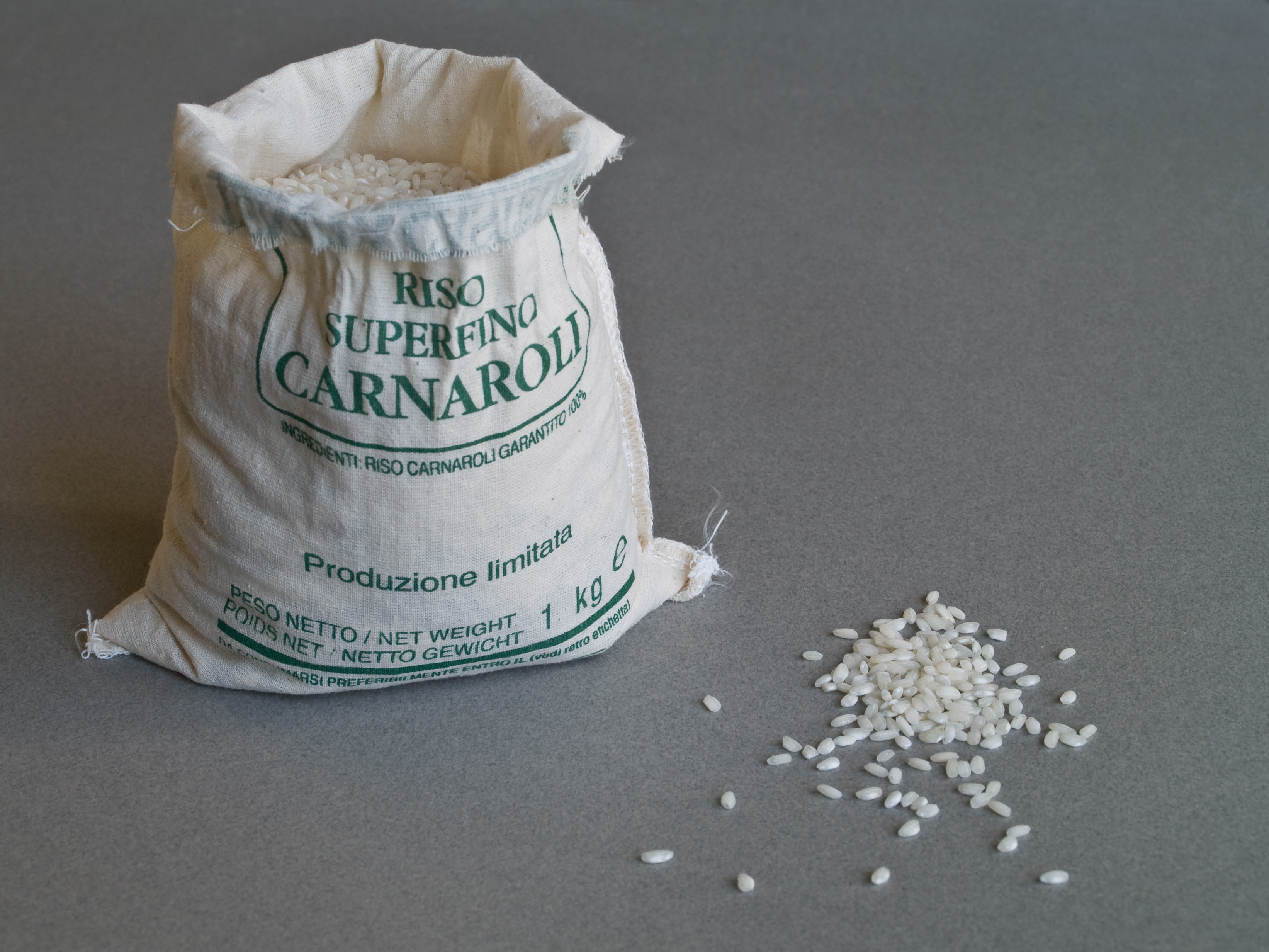
Carnaroli-Reis

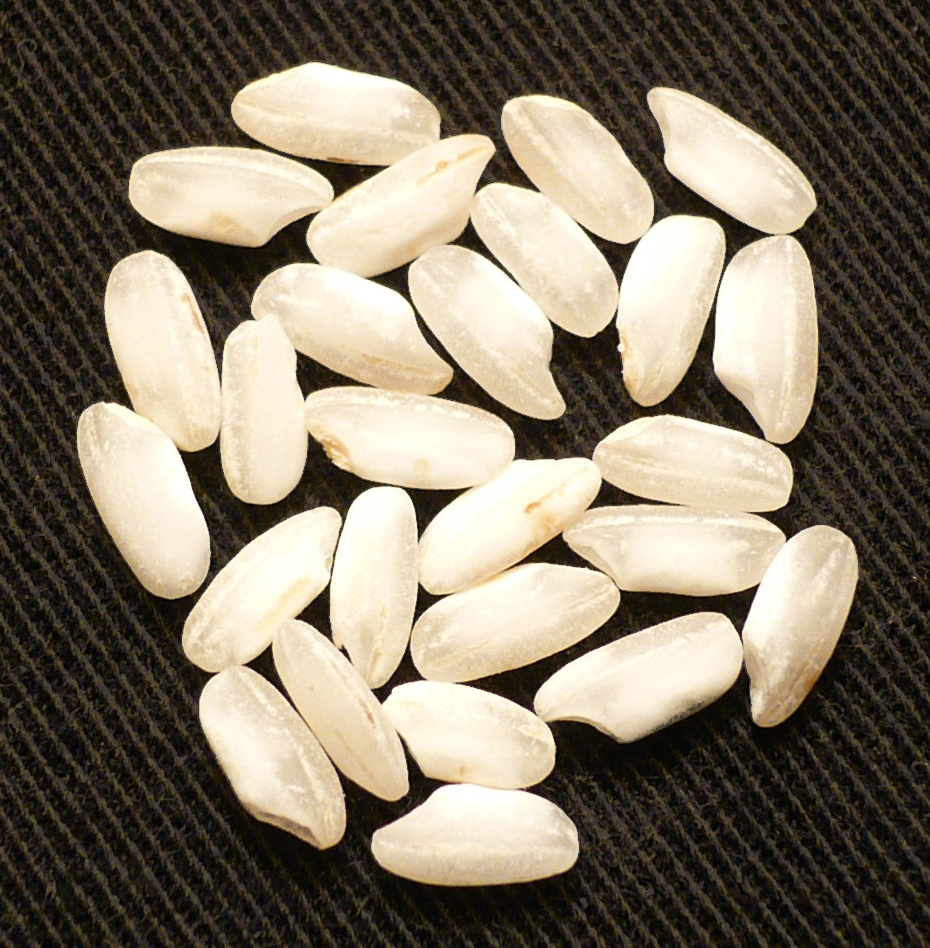
Carnaroli-Körner

Carnaroli ist ein Mittelkorn-Reis der Kategorie Superfino.
Carnaroli wird für die Zubereitung von cremigen Risotti verwendet, die noch al dente (mit Biss) bleiben sollen. Dies wird durch seinen Gehalt an Amylose und die Kochfestigkeit erreicht. Diese Kochfestigkeit resultiert aus einem ausgeglichenen Verhältnis zwischen Wasseraufnahmevermögen und einer langsamen Migration der Stärke während des Kochens.

## Reiskorn
Carnaroli hat sehr kompakte Körner, groß und lang mit einer schlanken Perle seitlich in der Mitte. Die Farbe der Fruchtwand ist weiß, das Korn hat keine Rillen. Für die Sorte wird ein Tausendkorngewicht von 41,3 Gramm angegeben. In manchen Betrieben wird der Reis in gekühlten Silos über Monate gelagert, um die Retrogradation zu fördern.
Carnaroli-Reis  hat als Riso di Baraggia Biellese e Vercellese seit 22. August 2007 eine geschützte Ursprungsbezeichnung.

## Reispflanze
Das Anbaugebiet dieser Reissorte ist die italienische Region Piemont, insbesondere um die Städte Biella und Vercelli. Die Reispflanzen werden durchschnittlich 115 cm groß und haben einen maximalen Durchmesser von 6,6 mm. Die Rispen weisen eine Länge von etwa 26 cm auf. Die hängende Ähre zeigt eine offene Struktur. Die Vegetationsperiode von der Keimung bis zur Blüte beträgt 103 Tage, von der Keimung bis zur Reife 160 Tage. Carnaroli liefert einen relativ geringen Hektarertrag und ist daher teurer als Vialone oder Arborio. Er wurde 1945 aus den Sorten Vialone und Lencino gekreuzt und gilt als die beste italienische Reissorte.